# (449345) 2013 GZ16
(449345) 2013 GZ16 es un asteroide perteneciente al cinturón de asteroides, región del sistema solar que se encuentra entre las órbitas de Marte y Júpiter.
Fue descubierto el 11 de marzo de 2013 por el equipo del proyecto Mount Lemmon Survey desde el observatorio del Monte Lemmon.

## Designación y nombre
Designado provisionalmente como 2013 GZ16.

## Características orbitales
2013 GZ16 está situado a una distancia media del Sol de 3,143 ua, pudiendo alejarse hasta 3,442 ua y acercarse hasta 2,843 ua. Su excentricidad es 0,095 y la inclinación orbital 20,685 grados. Emplea 2034,96 días en completar una órbita alrededor del Sol.

## Características físicas
La magnitud absoluta de 2013 GZ16 es 15,77. 